# Regionalismo castellanomanchego

Escudo de Castilla-La Mancha.

El regionalismo castellanomanchego es un movimiento cultural y político cuyo objetivo es señalar y preservar la identidad histórica y cultural de la comunidad autónoma española de Castilla-La Mancha. En definitiva, se trata de una corriente regionalista dedicada a defender la actual autonomía castellanomanchega.

## Historia del regionalismo
La historia del regionalismo castellanomanchego es joven en comparación con otros regionalismos españoles, como corresponde a una región creada con fines meramente administrativos como es Castilla-La Mancha. La mayor parte del territorio regional formaba parte de la antiquísima región de Castilla la Nueva, que integraba a Madrid y a todas las provincias castellanomanchegas a excepción de Albacete, que pertenecía al Reino de Murcia.
Hacia 1976, ya en plena Transición, existían dos corrientes regionalistas principales:
- La corriente castellanista, que se mostraba a favor de una autonomía castellanonueva que integrara a Albacete y, que más adelante, quedara a su vez integrada en una gran comunidad autónoma castellana. Esta idea era apoyada por personajes como el diputado madrileño Ramón Tamames, el historiador Claudio Sánchez-Albornoz o el escritor guadalajareño Juan Pablo Mañueco (principal difusor por aquel entonces de estas ideas en Castilla-La Mancha), y tenía adeptos principalmente en las provincias de Toledo, Guadalajara y Cuenca

- La corriente mancheguista, que defendía una autonomía manchega formada por las provincias de Toledo, Cuenca, Ciudad Real y Albacete, defendida por agrupaciones como el Movimiento Autonomista Popular Manchego. Se trata de un movimiento regionalista que se remonta a la segunda mitad del siglo XIX, y tenía defensores principalmente en Ciudad Real y Albacete.

Fue entonces cuando Antonio Fernández Galiano, quien posteriormente sería elegido presidente preautonómico de Castilla-La Mancha, abogó por la unión de las cinco provincias y por la exclusión de Madrid aduciando que su inclusión en el ente castellanomanchego contribuiría al centralismo. Paralelamente a esto empezaron a surgir algunos grupos políticos defensores de la unidad de las cinco provincias, como la Unión Castellano-Manchega (UCM). Este partido, inscrito en el Registro de Partidos del MIR el 19 de julio de 1979, fue fundado en Villarrobledo y sus promotores eran de esa misma localidad, aunque establecieron la sede del partido en Madrid. Sin embargo parece que tal proyecto se abandonó poco después y no hay constancia alguna de que UCM participara en elecciones posteriores.
Habrá que esperar a 1983, año en el que finalmente se aprueba el estatuto de la comunidad autónoma castellanomanchega, para ver surgir iniciativas castellanomancheguistas más serias, como el Partido Regionalista Manchego, el partido castellanomancheguista más veterano de todos y a día de hoy el único que existe. Otros partidos surgidos posteriormente defensores de estas teorías son el Partido Unitario Regionalista y el Partido Regionalista de Castilla-La Mancha; este último fue fundado en 1989 como escisión del PRM y en los años 90 se convirtió en la quinta fuerza electoral de Castilla-La Mancha.

## Actualidad
El regionalismo castellanomanchego siempre ha tenido un bajo índice de seguimiento debido principalmente al gran desarraigo que existe entre la población castellanomanchega: con una provincia como Guadalajara, que desea unirse con Madrid y que se considera extraña al resto de Castilla-La Mancha; con dos provincias como Toledo y Cuenca, de honda raigambre castellanonueva, que sienten que les falta Madrid e, incluso en algunos casos, les sobra Albacete; y con las provincias de Ciudad Real y Albacete, que se sienten fundamentalmente manchegas sin obviar que son castellanos, por lo que el regionalismo castellanomanchego apenas tiene arraigo. Si a ello le sumamos que la mayoría de ese regionalismo lo promueven partidos de ámbito estatal como el PSOE nos encontramos con un movimiento político, como es el regionalismo castellanomanchego, con pocas expectativas de futuro.
Se trata por tanto de un regionalismo con no demasiados seguidores, la mayoría de los cuales se reparten entre las provincias de Albacete y Ciudad Real, y en menor medida en Toledo y Cuenca.

## Otras corrientes regionalistas en Castilla-La Mancha
Al margen del ya tratado regionalismo defensor de la actual autonomía castellanomanchega, en el territorio de ésta existen o han existido otras corrientes regionalistas distintas. La más célebre es la ya mencionada corriente castellanista, la cual se divide a su vez en dos corrientes: la basada en el Pacto Federal Castellano de 1869, orientada a crear una autonomía castellana formada por Cantabria, La Rioja, Castilla y León, Madrid y Castilla-La Mancha y defendida por partidos como Tierra Comunera; y la conocida como carreterismo, mucho más minoritaria que la anterior, basada en las teorías de Anselmo Carretero, con presencia principalmente en Guadalajara y defendida por la asociación Comunidad Castellana y por partidos como Unión Castellanista. 
Pero no solo existen en Castilla-La Mancha regionalismos castellanistas y castellanomancheguistas, sino también provincialistas, que si bien en principio pretenden la segregación de la provincia en la que actúan de Castilla-La Mancha para a su vez constituirse en comunidad autónoma uniprovincial, en ocasiones suelen ofrecer un discurso cercano al castellanismo. Es el caso de formaciones como Independientes por Cuenca, que abogaba por la plena autonomía para la provincia de Cuenca aunque con ciertos guiños a la causa castellanista; igual sucede con el Partido Regionalista de Guadalajara, que pretende que la Constitución Española reforme el sistema autonómico de manera que las actuales comunidades autónomas españolas sean suprimidas, adquiriendo las diputaciones provinciales las competencias de los gobiernos autonómicos.
Por último, cabe mencionar el regionalismo manchego, que territorialmente comprende toda Castilla-La Mancha sin la provincia de Guadalajara. Este regionalismo se remonta a 1869, cuando las diputaciones de Toledo, Cuenca, Ciudad Real y Albacete firmaron el Pacto Federal Manchego. El regionalismo manchego solo ha sido defendido por asociaciones de carácter social y cultural como el Centro Regional Manchego y el Movimiento Autonomista Popular Manchego, ambos desaparecidos. Jamás este regionalismo contó con una formación política que lo defendiera.